# Plaza Baquedano
Die Plaza Baquedano ist ein Platz in der zur Agglomeration Santiago de Chile gehörenden Gemeinde Providencia. Er ist nach dem chilenischen General Manuel Baquedano benannt. Aufgrund der in der Nähe ansässigen italienischen Gemeinde wird er auch Plaza Italia genannt. Seine Lage am Ende der Avenida Libertador General Bernardo O’Higgins (die sog. Alameda), der repräsentativsten Straße der Stadt, macht den Platz zu einem überfüllten Ort mit hohem Verkehrsaufkommen.

## Geschichte
Der Platz entstand 1875 und hieß zunächst nach der chilenischen Stadt Plaza La Serena. 1892 wurde er anlässlich der Feierlichkeiten zum 400. Jahrestag der Entdeckung Amerikas nach Christoph Kolumbus in Plaza Colón umbenannt. Eine weitere Umbenennung erfolgte 1910 anlässlich der Feierlichkeiten zum 100. Jahrestag der Unabhängigkeit Chiles von Spanien. Zu diesem Anlass stiftete die italienische Regierung die Skulptur El Genio de la Libertad (= Der Geist der Freiheit), der Platz wurde zur Plaza Italia.
Seinen heutigen Namen erhielt der Platz 1928 mit der Aufstellung eine Reiterstatue für Manuel Baquedanos in der Mitte des Platzes. Baquedanos war einer der Helden des Salpeterkrieges. Die Figur wurde von dem chilenischen Bildhauer Virginio Arias entworfen.
2018 führte ein Teil der Formel-E-Rennstrecke des Prix Santiago durch den Platz.
Während der Proteste von 2019 war der Platz die Hauptdemonstrationsstätte in Santiago und erhielt von den Demonstrierenden den informellen Namen Plaza de la Dignidad („Platz der Menschenwürde“).

## Symbolische Bedeutung
Der Platz ist seit Jahrzehnten ein Treffpunkt für nationale Feierlichkeiten, etwa von Siegen im Sport (insbesondere für die chilenische Fußballnationalmannschaft) und Wahlerfolgen.
Der Platz markiert die Grenze zu den nordöstlichen Teilen der Stadt, in denen die einkommensstarken Bevölkerungsschichten leben, wobei der Übergang fließend ist. Der Begriff „von der Plaza Italia aufwärts“ bezeichnet die wohlhabenderen Gegenden von Santiago. Der Platz wird als Zeichen der Trennung von Arm und Reich in der Stadt gesehen.
Im Jahr 2019 wurde der Platz im Volksmund und von Teilen der Demonstranten in Plaza de la Dignidad (Platz der Würde) umbenannt. Nach ständigen Angriffen auf das Reiterstandbild Baquedanos wurde dieses 2021 von der chilenischen Armee entfernt, um vom Nationalen Rat für Denkmäler restauriert zu werden.

## Galerie

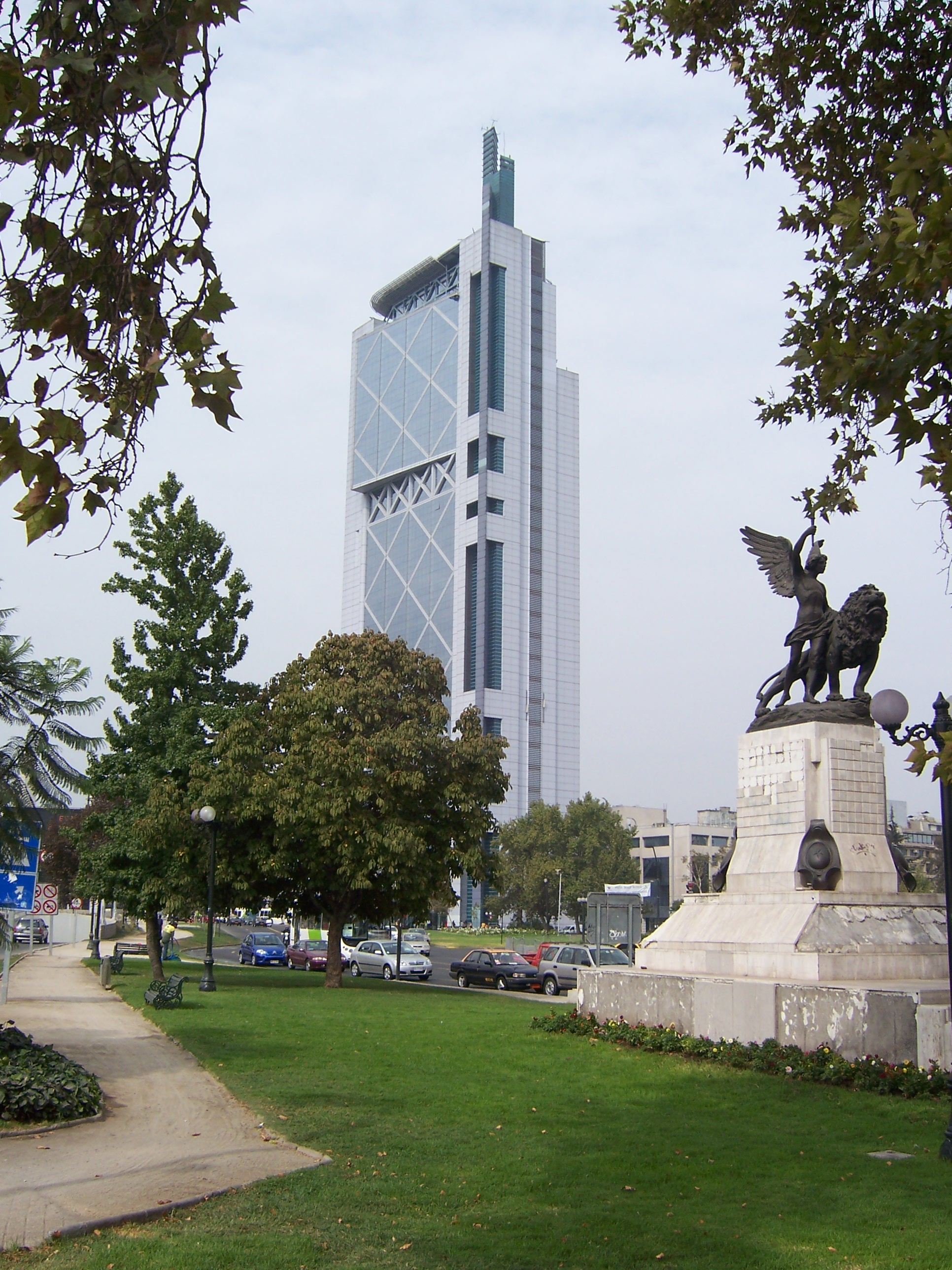
Blick vom Platz auf die Torre Telefónica, rechts das Denkmal El Genio de la Libertad
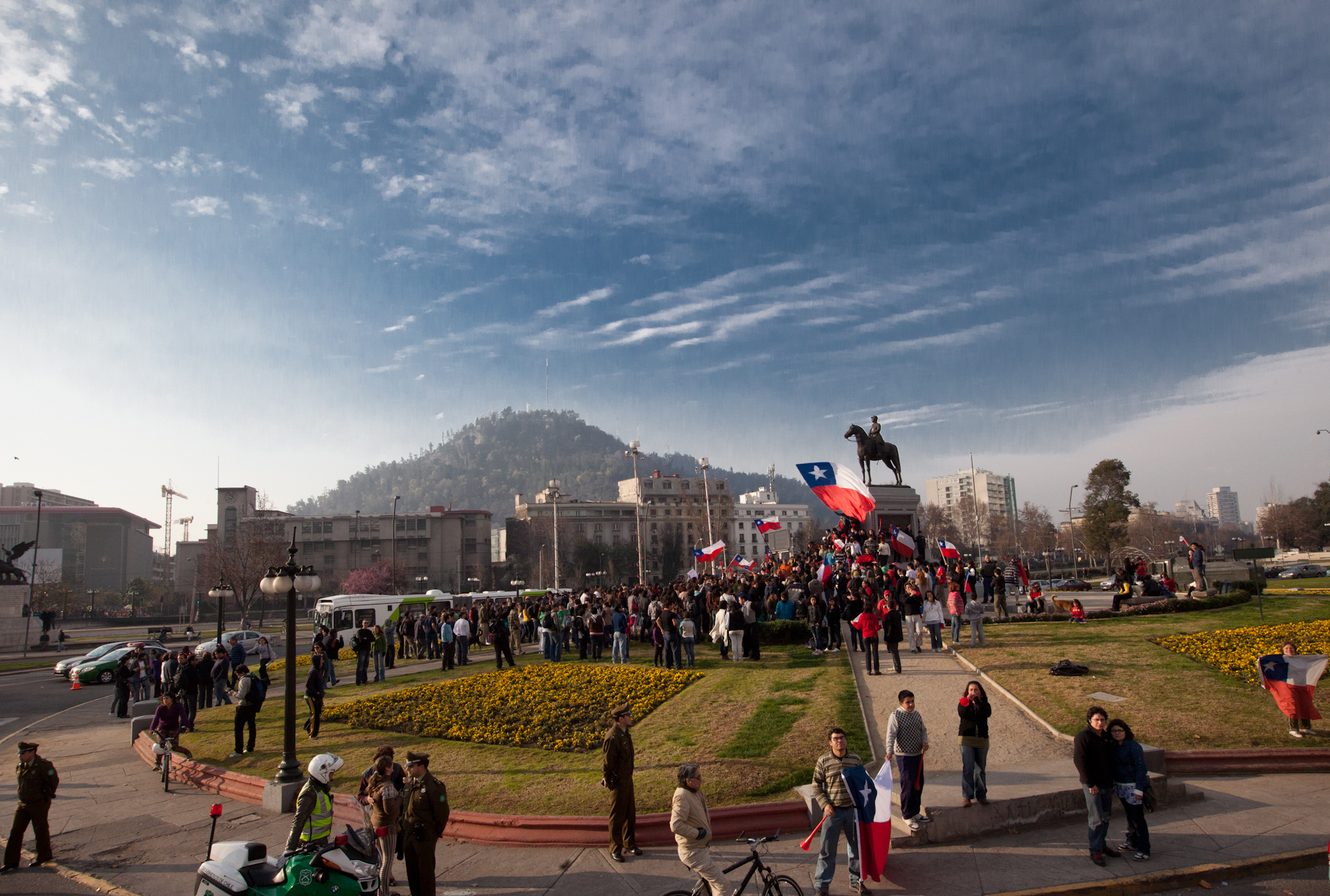
Feierlichkeiten nach dem Grubenunglück von San José 2010
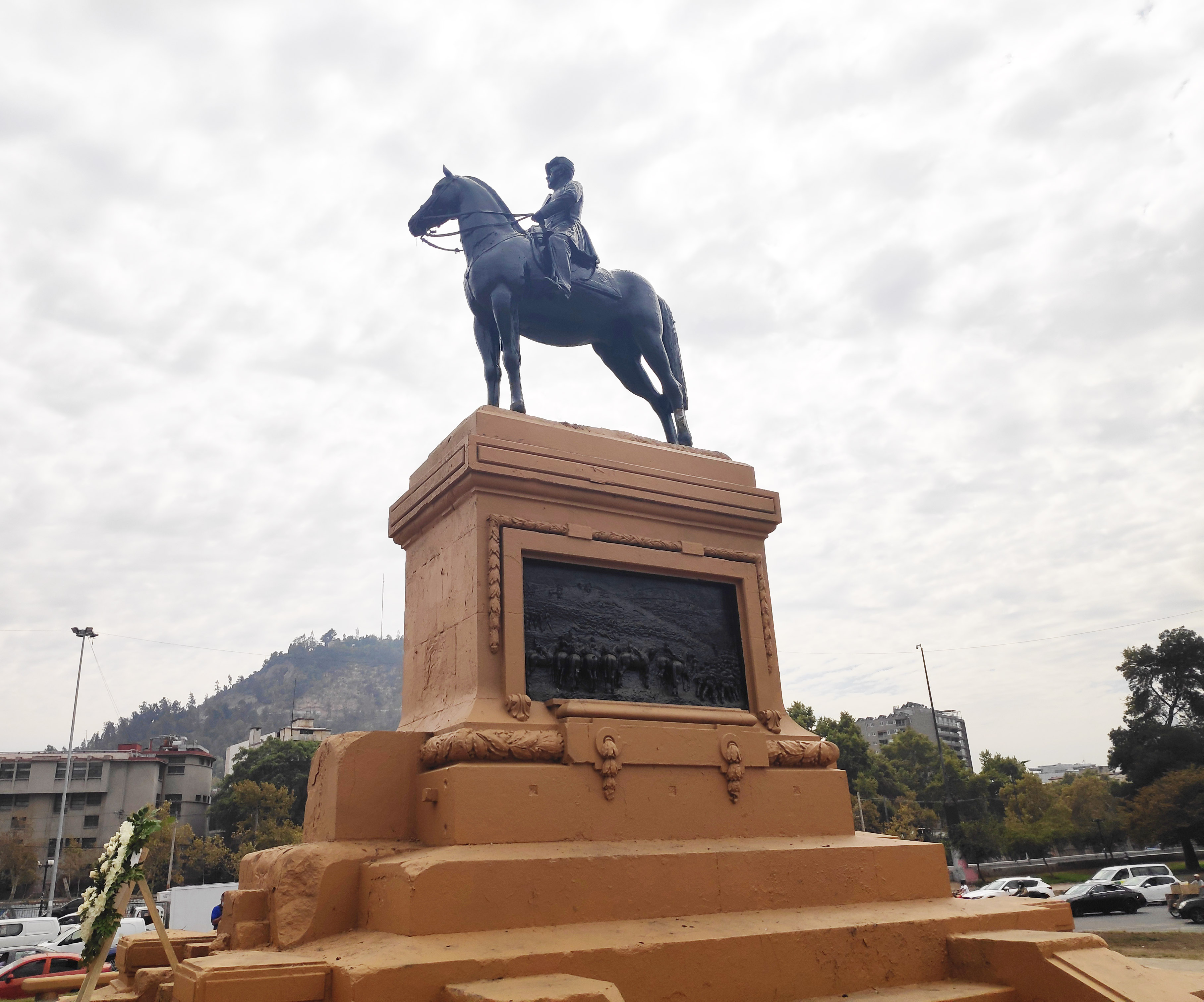
Reiterstandbild Manuel Baquedanos
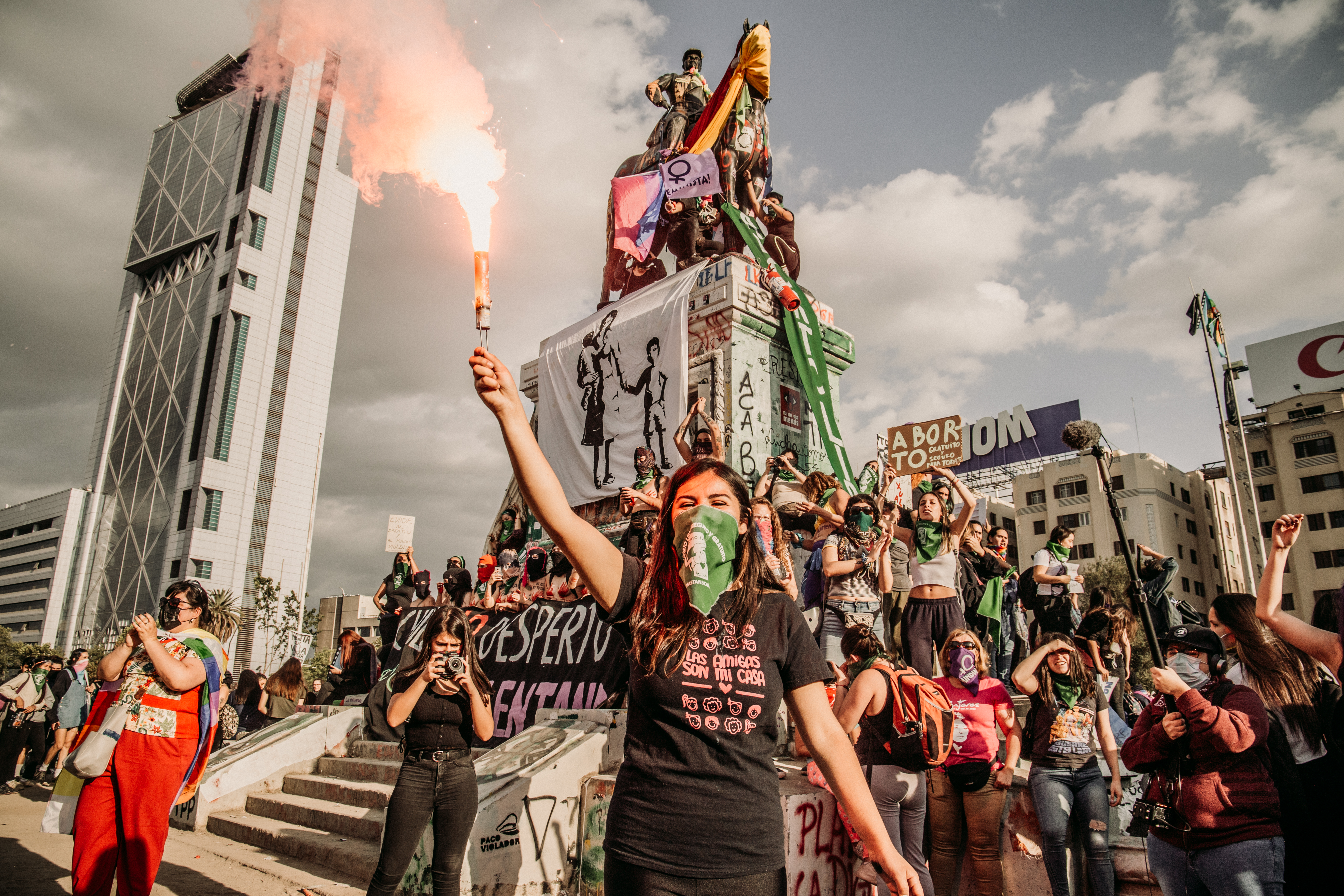
Feministische Proteste, 2019